# Yoshihiro Satō
Yoshihiro Satō (jap. 佐藤嘉洋 Satō Yoshihiro; ur. 25 stycznia 1981 w Nagoi) – japoński kick-boxer wagi średniej występujący w K-1 MAX.
Kick-boxing zaczął trenować w wieku 13 lat. W 1998 roku przeszedł na zawodowstwo. Początkowo walczył w wadze lekkiej w New Japan Kickboxing Federation. W 2001 roku przeszedł do All Japan Kickboxing Federation. 17 listopada tego samego roku zdobył w Niemczech mistrzostwo świata WKA w boksie tajskim, pokonując przez nokaut Serba Milana Stevicia.
W maju 2005 roku zadebiutował w K-1 MAX. W lutym następnego roku wygrał w Saitamie turniej K-1 MAX Japan 2006. Dwa miesiące później zmierzył się z Mikiem Zambidisem w walce eliminacyjnej do finałowego turnieju K-1 World MAX. Pokonał go przez jednomyślną decyzję sędziów. W ćwierćfinale tokijskich finałów został jednak znokautowany przez późniejszego mistrza Buakwa Por. Pramuka. 
W lutym 2007 roku powtórnie zwyciężył w turnieju K-1 MAX Japan 2007, a w czerwcu pokonał w walce o ćwierćfinał K-1 World MAX Niemca Denisa Schneidmillera. Podczas finałowej imprezy ponownie odpadł w pierwszej walce, tym razem po porażce przez decyzję z Albertem Krausem. Rok później awansował do półfinału K-1 World MAX, w ćwierćfinale sensacyjnie nokautując Buakawa Por. Pramuka. W walce o finał uległ jednak po niezwykle wyrównanym boju swojemu rodakowi Masato. Do wyłonienia zwycięzcy potrzebna była dodatkowa runda. 
W 2009 roku po raz pierwszy od początku startów w K-1 nie awansował do finałowej fazy K-1 World MAX, przegrawszy w eliminacjach z Gago Drago. Porażkę tę określił jako najdotkliwszą w dotychczasowej karierze. Mimo to w następnym roku osiągnął swój największy sukces, gdy został wicemistrzem K-1 MAX. W ćwierćfinale wyeliminował po wyrównanej walce Michała Głogowskiego, a w półfinale pewnie pokonał w rewanżu Drago. W finale uległ na punkty obrońcy tytułu, Giorgio Petrosyanowi.

## Osiągnięcia
- 2010: Wicemistrzostwo K-1 World Max
- 2007: K-1 MAX Japan Tournament – 1. miejsce
- 2006: K-1 MAX Japan Tournament – 1. miejsce
- 2004: Mistrzostwo Świata WPKC w boksie tajskim w wadze super półśredniej
- 2001: Mistrzostwo Świata WKA w boksie tajskim w wadze półśredniej